# Bruno Seidlhofer

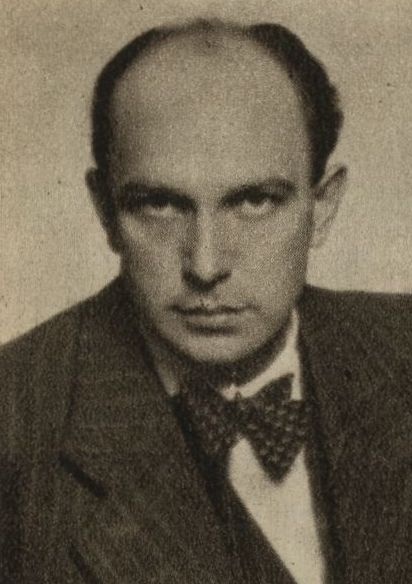
Bruno Seidlhofer, um 1938

Bruno Georg Seidlhofer (* 5. September 1905 in Wien; † 19. Februar 1982 ebenda) war ein österreichischer Pianist, Organist, Hochschullehrer und Klavierpädagoge an der Akademie für Musik und Darstellende Kunst Wien. 

## Leben
Seidlhofer unterrichtete von 1938 bis 1981 das Fach Klavier an der Musikakademie, dort ab 1956 als ordentlicher Professor. Von 1962 bis 1968 hatte er eine Gastprofessur an der Musikhochschule Köln inne. Er erteilte Unterricht bis 1981. Zu seinen Schülern gehörten Alexander Jenner, Nelson Freire, Martha Argerich, Rudolf Buchbinder und Friedrich Gulda. Er trat auch als Organist im Konzerthaus und beim Rundfunk auf.